# Disney Junior
Disney Jr. (trước đây là Disney Junior) là mạng truyền hình trả tiền của Mỹ thuộc sở hữu của đơn vị Disney Entertainment thuộc Công ty Walt Disney thông qua Disney Branded Television. Nhắm chủ yếu vào đối tượng là trẻ em từ hai đến bảy tuổi, chương trình của kênh bao gồm các chương trình truyền hình gốc dài tập, các bộ phim và một số chương trình chọn lọc khác của bên thứ ba.
Tính đến tháng 1 năm 2016, kênh này đã có sẵn cho 74 triệu hộ gia đình ở Hoa Kỳ.

### Nguồn gốc

Logo sử dụng từ năm 2011 đến năm 2024

## Lịch sử